# Geher-Länderkampf der Männer 1980 BR Deutschland – Mexiko – Schweden – Spanien – Ungarn
| 1. Leichtathletik-Länderkampf mit bundesdeutscher Beteiligung 1980                | 1. Leichtathletik-Länderkampf mit bundesdeutscher Beteiligung 1980 |
| --------------------------------------------------------------------------------- | ------------------------------------------------------------------ |
|                                                                                   |                                                                    |
| Geher-Vergleich der Männer: BR Deutschland – Mexiko – Schweden – Spanien – Ungarn |                                                                    |
| Austragungsort                                                                    | Rhede                                                              |
| Wettbewerbe                                                                       | 2                                                                  |
| Datum                                                                             | 19./20. April                                                      |
| 1. MEX 2. FRG 3. SWE 4. ESP 5. HUN                                                | 60 Punkte 50 Punkte 44 Punkte 42 Punkte 39 Punkte                  |
| Chronik                                                                           |                                                                    |
| ← letzter LK 1979: 00FRG-BEL (M)                                                  | FRG-FRA Geher (M) →                                                |

Den ersten Vergleich des Länderkampfjahres 1980 trugen die Geher aus. Gegner waren wie im ersten Länderkampf des letzten Jahres Teams aus Schweden, Mexiko, Spanien und Ungarn. Das Aufeinandertreffen fand sehr früh in der Saison am 19./20. April in Rhede statt. Vier dieser Nationen waren 1978 bereits einmal aufeinander getroffen, die Bundesrepublik hatte vor Spanien, Ungarn und Schweden gesiegt. Mit Mexiko hatte es 1975 einmal eine Begegnung gegeben, an der auch eine Vertretung aus Großbritannien teilgenommen hatte. Die mexikanischen Weltklassegeher hatten den Wettkampf vor der Bundesrepublik und Großbritannien klar für sich entschieden und waren auch im Vorjahr siegreich, als sie zum ersten Mal in im Geher-Vergleich mit den anderen hier in Rhede vertretenen Ländern dabei waren.

## Modus
Wie gewohnt standen zwei Wettbewerbe auf dem Programm, das Straßengehen über 20 und wieder 50 statt 35 Kilometer. Jede Nation konnte je Wettbewerb maximal vier Geher stellen, von denen die drei Besten gewertet wurden. Schweden war auf der kürzeren Distanz mit nur drei Athleten am Start. Mexiko startete über fünfzig Kilometer mit fünf Athleten, von denen einer von vornherein außer Konkurrenz dabei war. Die Punkte wurden folgendermaßen verteilt: 1. Platz: 16 P / 2. Pl.: 14 P / 3. Pl.: 13 P / 4. Pl.: 12 P / …

## Ergebnis
Mexiko erzielte in beiden Einzeldisziplinen Doppelerfolge. Die Platzierungen der Mexikaner auf den Rängen dahinter waren nicht so gut wie 1979, was in Aufgaben und Disqualifikationen ihrer Sportler begründet war. Dennoch ging die Länderkampfwertung mit immer noch deutlichem Vorsprung und sechzig Punkten an Mexiko. Die Bundesrepublik Deutschland kam mit fünfzig Punkten auf den zweiten Platz, Schweden wurde mit 44 Punkten Dritter. Damit gab es gegenüber den letzten beiden Jahren wieder dieselbe Reihenfolge. Der Vorjahresfünfte Spanien belegte mit 42 Punkten knapp dahinter Rang vier vor Ungarn (mit 39 Punkten Fünfter und Letzter).

## Legende
Kurze Übersicht zur Bedeutung der Symbolik – so üblicherweise auch in sonstigen Veröffentlichungen verwendet:
| DNF | nicht im Ziel (did not finish) |
| DSQ | disqualifiziert                |

## Resultate

### 20-km-Straßengehen
| Platz | Athlet              | Land | Zeit (h)  |
| ----- | ------------------- | ---- | --------- |
| 01    | Félix Gómez         | MEX  | 1:22:15,4 |
| 02    | Ernesto Canto       | MEX  | 1:26:27,0 |
| 03    | José Marín          | ESP  | 1:28:00,0 |
| 04    | Jorge Llopart       | ESP  | 1:28:22,0 |
| 05    | Bo Gustafsson       | SWE  | 1:28:52,0 |
| 06    | Alfons Schwarz      | FRG  | 1:29:09,0 |
| 07    | Alf Brandt          | SWE  | 1:29:18,0 |
| 08    | Imre Stankovics     | HUN  | 1:31:01,0 |
| 09    | Owe Hemmingsson     | SWE  | 1:31:12,0 |
| 10    | János Szálas        | HUN  | 1:31:30,0 |
| 11    | Karl Degener        | FRG  | 1:32:12,0 |
| 12    | Andrés Marín        | ESP  | 1:32:51,0 |
| 13    | Hans Michalski      | FRG  | 1:33:44,0 |
| 14    | Attila Marion       | HUN  | 1:34:37,0 |
| 15    | Jürgen Meyer        | FRG  | 1:35:14,0 |
| 16    | Jozsef Pokrovenszky | HUN  | 1:35:53,0 |
| 17    | Antonio González    | ESP  | 1:36:28,0 |
| DNF   | Daniel Bautista     | MEX  |           |
| DNF   | Antonio Carrera     | MEX  |           |

Datum: 20. April

### 50-km-Straßengehen
| Platz | Athlet            | Land | Zeit (h) |
| ----- | ----------------- | ---- | -------- |
| 01    | Raúl González     | MEX  | 3:47:18  |
| 02    | Martín Bermúdez   | MEX  | 3:50:42  |
| 03    | Heinrich Schubert | FRG  | 4:03:52  |
| 04    | Bengt Simonsen    | SWE  | 4:08:46  |
| 05    | Gerhard Weidner   | FRG  | 4:09:20  |
| 06    | László Sátor      | HUN  | 4:10:14  |
| 07    | Agustin Jorba     | ESP  | 4:11:03  |
| 08    | Hans Binder       | FRG  | 4:11:39  |
| 09    | Miklós Domján     | HUN  | 4:17:53  |
| 10    | Ferenc Danovszky  | HUN  | 4:22:25  |
| 11    | Max Sjöholm       | SWE  | 4:30:30  |
| 12    | Walter Schwoche   | FRG  | 4:31:13  |
| 13    | János Dalmati     | HUN  | 4:43:19  |
| 14    | Rafael Espejo     | ESP  | 4:53:25  |
| DSQ   | Enrique Vera      | MEX  |          |
| DSQ   | Pedro Aroche      | MEX  |          |
| DSQ   | Domingo Colin     | MEX  |          |
| DSQ   | Manuel Alcalde    | ESP  |          |
| DSQ   | Luiz Bueno        | ESP  |          |
| DSQ   | Stig Elofsson     | SWE  |          |
| DSQ   | Per Rasmussen     | SWE  |          |

Datum: 19. April